# VM i håndbold 1970 (mænd)
Verdensmesterskabet i håndbold for mænd 1970 var det syvende (indendørs) VM i håndbold. Slutrunden blev afholdt i Frankrig i perioden 26. februar – 8. marts 1970.
De 16 deltagende nationer spillede først en indledende runde i fire grupper med fire hold, hvorfra de to bedste i hver gruppe gik videre til kvartfinalerne. De fire treere spillede om placeringerne 9-12.
Rumænien blev verdensmester for tredje gang ved at slå DDR 13-12 i finalen efter 2 gange forlænget spilletid. Bronzemedaljerne gik til Jugoslavien, der vandt 29-12 over Danmark i bronzekampen.
Ud over VM-titlen spillede holdene om seks ledige pladser i håndboldturneringen ved de olympiske lege i 1972. De seks pladser gik til de seks bedst placerede hold ved VM, når man fraregnede Vesttyskland, der som værtsland var direkte kvalificeret til OL-turneringen. De seks OL-pladser gik derfor til Rumænien, DDR, Jugoslavien, Danmark, Sverige og Tjekkoslovakiet.

## Slutrunde

### Indledende runde
De 16 hold var inddelt i fire grupper med fire hold. Hver gruppe spillede en enkeltturnering alle-mod-alle. De to bedst placerede hold i hver gruppe gik videre til kvartfinalerne, mens de fire treere gik videre til placeringskampene om 9.- til 12.-pladsen.

#### Gruppe A
| Dato  | Kamp                    | Res.  | Pause | Spillested    |
| ----- | ----------------------- | ----- | ----- | ------------- |
| 26.2. | DDR – Sovjetunionen     | 13–11 | 8-6   | Saint-Nazaire |
| 26.2. | Sverige – Norge         | 8–6   | 5-2   | Quimper       |
| 28.2. | Sovjetunionen – Norge   | 10–90 | 5-4   | Rennes        |
| 28.2. | Sverige – DDR           | 11–90 |       | Rennes        |
| 1.3.  | DDR – Norge             | 10–80 | 5-3   |               |
| 1.3.  | Sovjetunionen – Sverige | 12–11 | 6-5   |               |

| Hold          | Kampe | Mål   | Point |
| ------------- | ----- | ----- | ----- |
| Sverige       | 3     | 30-27 | 4     |
| DDR           | 3     | 32-30 | 4     |
| Sovjetunionen | 3     | 33-33 | 4     |
| Norge         | 3     | 23-28 | 0     |

#### Gruppe B
| Dato  | Kamp                        | Res.  | Pause | Spillested |
| ----- | --------------------------- | ----- | ----- | ---------- |
| 26.2. | Tjekkoslovakiet – Japan     | 19–90 | 8-1   | Bayonne    |
| 26.2. | Jugoslavien – USA           | 34–80 | 22-30 | Angoulême  |
| 28.2. | Tjekkoslovakiet – USA       | 23–90 | 13-50 | Agen       |
| 28.2. | Jugoslavien – Japan         | 17–17 | 10-80 | Agen       |
| 1.3.  | Japan – USA                 | 21–15 | 10-70 |            |
| 1.3.  | Tjekkoslovakiet – Jugoslav. | 16–15 | 08-11 | Toulouse   |

| Hold            | Kampe | Mål   | Point |
| --------------- | ----- | ----- | ----- |
| Tjekkoslovakiet | 3     | 58-33 | 6     |
| Jugoslavien     | 3     | 66-41 | 3     |
| Japan           | 3     | 47-51 | 3     |
| USA             | 3     | 32-78 | 0     |

#### Gruppe C
| Dato  | Kamp                    | Res.  | Pause | Spillested |
| ----- | ----------------------- | ----- | ----- | ---------- |
| 26.2. | Rumænien – Frankrig     | 12–90 | 7-2   | Paris      |
| 26.2. | Vesttyskland – Schweiz  | 11–10 | 7-3   | Rouen      |
| 28.2. | Rumænien – Schweiz      | 22–70 | 9-6   | Amiens     |
| 28.2. | Vesttyskland – Frankrig | 15–12 | 10-60 | Évreux     |
| 1.3.  | Frankrig – Schweiz      | 15–12 | 7-3   | Caen       |
| 1.3.  | Vesttyskland – Rumænien | 15–14 | 5-9   | Caen       |

| Hold         | Kampe | Mål   | Point |
| ------------ | ----- | ----- | ----- |
| Vesttyskland | 3     | 41-36 | 6     |
| Rumænien     | 3     | 48-31 | 4     |
| Frankrig     | 3     | 36-39 | 2     |
| Schweiz      | 3     | 29-48 | 0     |

#### Gruppe D
| Dato  | Kamp             | Res.  | Pause | Spillested |
| ----- | ---------------- | ----- | ----- | ---------- |
| 26.2. | Danmark – Polen  | 23–16 | 10-60 | Longwy     |
| 26.2. | Ungarn – Island  | 19–90 | 9-3   | Mulhouse   |
| 28.2. | Danmark – Island | 19–13 | 11-90 | Hagondange |
| 28.2. | Ungarn – Polen   | 15–90 | 4-4   | Strasbourg |
| 1.3.  | Island – Polen   | 21–18 | 14-90 | Metz       |
| 1.3.  | Ungarn – Danmark | 24–19 | 13-60 | Metz       |

| Hold    | Kampe | Mål   | Point |
| ------- | ----- | ----- | ----- |
| Ungarn  | 3     | 58-37 | 6     |
| Danmark | 3     | 61-53 | 4     |
| Island  | 3     | 43-56 | 2     |
| Polen   | 3     | 43-59 | 0     |

### Placeringsrunde om 9.- til 12.-pladsen
De fire treere fra grupperne i den indledende runde spillede om 9.- til 12.-pladsen.
| Dato | Kamp                     | Res.  | Pause | Spillested |
| ---- | ------------------------ | ----- | ----- | ---------- |
| 3.3. | Sovjetunionen – Frankrig | 25–14 |       | Paris      |
| 3.3. | Japan – Island           | 20–19 | 12-90 | Paris      |
| 4.3. | Sovjetunionen – Island   | 19–15 | 12-80 | Paris      |
| 5.3. | Japan – Frankrig         | 22–13 | 13-70 | Paris      |
| 6.3. | Sovjetunionen – Japan    | 28–12 | 11-60 | Paris      |
| 6.3. | Island – Frankrig        | 19–17 | 12-10 | Paris      |

| Plac. | Hold          | Kampe | Mål   | Point |
| ----- | ------------- | ----- | ----- | ----- |
| 9.    | Sovjetunionen | 3     | 72-41 | 6     |
| 10.   | Japan         | 3     | 54-60 | 4     |
| 11.   | Island        | 3     | 53-56 | 2     |
| 12.   | Frankrig      | 3     | 44-66 | 0     |

### Finalekampe
Kvartfinalerne havde deltagelse af de to bedst placerede hold fra hver gruppe i den indledende runde. De fire vindere af kvartfinalerne gik videre til semifinaler, mens taberne måtte spille om 5.- til 8.-pladsen.
| Dato | Tid   | Kamp                      | Res.      | Pause | Spillested |
| Kvartfinaler |       |                           |           |       |            |
| 3.3. |       | Rumænien – Sverige        | 15–13     | 10-60 | Paris      |
| 3.3. |       | DDR – Vesttyskland        | •18–17•   | 08-11 | Orléans    |
| 3.3. |       | Danmark – Tjekkoslovakiet | 18–16     | 10-70 | Besançon   |
| 3.3. |       | Jugoslavien – Ungarn      | 11–10     | 5-6   | Grenoble   |
| Semifinaler |       |                           |           |       |            |
| 5.3. | 20:30 | Rumænien – Danmark        | 18–12     | 9-6   | Lyon       |
| 5.3. | 20:30 | DDR – Jugoslavien         | 17–13     | 8-6   | Bordeaux   |
| Bronzekamp |       |                           |           |       |            |
| 7.3. |       | Jugoslavien – Danmark     | 29–12     | 13-60 | Paris      |
| Finale |       |                           |           |       |            |
| 8.3. | 16:30 | Rumænien – DDR            | ••13–12•• | 4-5   | Paris      |
| •• Efter forlænget spilletid. •• Stillingen efter ordinær spilletid var 16-16. •• Efter 2 × forlænget spilletid. •• Stillingen efter ordinær spilletid var 10-10. •• Stillingen efter 1 × forlænget spilletid var 12-12. |       |                           |           |       |            |

|  | Kvartfinaler | Kvartfinaler | Kvartfinaler |     |                 | Semifinaler | Semifinaler | Semifinaler |  |  | Finale | Finale   | Finale |
|  |              |              |              |     |                 |             |             |             |  |  |        |          |        |
|  | A1           | Sverige      | 13           |     |                 |             |             |             |  |  |        |          |        |
|  | C2           | Rumænien     | 15           |     |                 |             |             |             |  |  |        |          |        |
|  | C2           | Rumænien     | 15           |     | C2              | Rumænien    | 18          |             |  |  |        |          |        |
|  |              |              |              |     | C2              | Rumænien    | 18          |             |  |  |        |          |        |
|  |              | D2           | Danmark      | 12  |                 |             |             |             |  |  |        |          |        |
|  | B1           | D2           | Danmark      | 12  | Tjekkoslovakiet | 16          |             |             |  |  |        |          |        |
|  | B1           |              |              |     | Tjekkoslovakiet | 16          |             |             |  |  |        |          |        |
|  | D2           | Danmark      | 18           |     |                 |             |             |             |  |  |        |          |        |
|  |              |              |              |     |                 |             |             |             |  |  | C2     | Rumænien | 13     |
|  |              |              | B2           | DDR | 12              |             |             |             |  |  |        |          |        |
|  | A2           | DDR          | 18           |     |                 |             |             |             |  |  |        |          |        |
|  | C1           | Vesttyskland | 17           |     |                 |             |             |             |  |  |        |          |        |
|  | C1           | Vesttyskland | 17           |     | A2              | DDR         | 17          |             |  |  |        |          |        |
|  |              |              |              |     | A2              | DDR         | 17          |             |  |  |        |          |        |
|  |              | B2           | Jugoslavien  | 13  |                 |             |             |             |  |  |        |          |        |
|  | B2           | B2           | Jugoslavien  | 13  | Jugoslavien     | 11          |             |             |  |  |        |          |        |
|  | B2           |              |              |     | Jugoslavien     | 11          |             |             |  |  |        |          |        |
|  | D1           | Ungarn       | 10           |     |                 |             |             |             |  |  |        |          |        |

### Placeringskampe om 5.- til 8.-pladsen
| Dato               | Tid   | Kamp                      | Res.  | Pause | Spillested |
| Semifinaler        |       |                           |       |       |            |
| 5.3.               | 20:30 | Sverige – Tjekkoslovakiet | 12–11 | 5-7   | Évreux     |
| 5.3.               | 20:30 | Vesttyskland – Ungarn     | 15–13 | 9-7   | Troyes     |
| Kamp om 7.-pladsen |       |                           |       |       |            |
| 8.3.               |       | Tjekkoslovakiet – Ungarn  | 21–14 |       | Paris      |
| Kamp om 5.-pladsen |       |                           |       |       |            |
| 7.3.               | 19:30 | Vesttyskland – Sverige    | 15–14 | 8-8   | Paris      |

### Medaljevindere
| Guld | Sølv | Bronze |
| --- | --- | --- |
| Rumænien | DDR | Jugoslavien |
| Alexandru Dincă Ştefan Orban Cornel Penu Ştefan Birtalan Cristian Gaţu Gheorghe Goran Gheorghe Gruia Roland Gunesch Gabriel Kicsid Gheorghe Licu Mihai Marinescu Titus Moldovan Cezar Nica Cornel Oțelea Ion Popescu Valentin Samungi | Reiner Frieske Klaus Prüsse Reiner Ganschow Klaus Langhoff Gerhard Gernhöfer Werner Senger Rainer Zimmermann Klaus Petzold Wolfgang Lakenmacher Josef Rose Karl-Heinz Rost Harry Zörnack Horst Jankhöfer Peter Randt | Abaz Arslanagić Boris Kostić Dragutin Mervar Miroslav Pribanić Zlatko Žagmešter Branislav Pokrajac Hrvoje Horvat Đorđe Lavrnić Čedomir Bugarski Milorad Karalić Nebojša Popović Slobodan Mišković Milan Lazarević Marijan Jakšeković Milan Krstić Petar Fajfrić Josip Milković |

### Samlet rangering
| VM 1970 | VM 1970         |
| ------- | --------------- |
| Guld    | Rumænien        |
| Sølv    | DDR             |
| Bronze  | Jugoslavien     |
| 4.      | Danmark         |
| 5.      | Vesttyskland    |
| 6.      | Sverige         |
| 7.      | Tjekkoslovakiet |
| 8.      | Ungarn          |

| VM 1970 | VM 1970       |
| ------- | ------------- |
| 9.      | Sovjetunionen |
| 10.     | Japan         |
| 11.     | Island        |
| 12.     | Frankrig      |
| 13.     | Norge         |
| 13.     | Polen         |
| 13.     | Schweiz       |
| 13.     | USA           |

## Kvalifikation
Formålet med kvalifikationen var at finde de 16 hold til slutrunden om VM i håndbold 1970 i Frankrig. Værtslandet Frankrig og de tre bedst placerede hold ved det seneste VM, Tjekkoslovakiet, Danmark og Rumænien var automatisk kvalificeret til slutrunden, og det efterlod 12 ledige pladser at spille om. Holdene blev fundet ved kvalifikationsturneringer på de respektive kontinenter, som var blevet tildelt følgende antal af disse 12 hold:
| Kontinent        | Kvote    |  |
| Europa og Afrika | 10 hold0 |  |
| Asien            | 1 hold   |  |
| Panamerika       | 1 hold   |  |

### Europa og Afrika
Fra Europa og Afrika var Frankrig som værtsland og de tre bedst placerede hold ved det seneste VM, Tjekkoslovakiet, Danmark og Rumænien, automatisk kvalificerede. Derudover spilledes der om otte ledige pladser ved VM-slutrunden.
De resterende 20 tilmeldte hold blev inddelt i ti playoff-opgør, hvor holdene mødtes ude og hjemme, og de ti samlede vindere kvalificerede sig til VM-slutrunden i Frankrig. To af playoff-opgørene blev imidlertid aldrig afviklet. I opgøret mellem Sverige og Portugal, meldte portugiserne afbud, og svenskerne kvalificerede sig dermed til slutrunden uden at spille. Det samme blev tilfældet for Polen, som profiterede af et afbud fra Marokko.
Kvalifikationskampene blev spillet i perioden november til december 1969.
| Dato   | Kamp                    | Res.  | Pause | Spillested |
| ------ | ----------------------- | ----- | ----- | ---------- |
|        | Finland – Sovjetunionen | 10–22 |       |            |
| 29.11. | Sovjetunionen – Finland | 33–19 |       |            |

| Hold          | Kampe | Mål   | Point |
| ------------- | ----- | ----- | ----- |
| Sovjetunionen | 2     | 55-29 | 4     |
| Finland       | 2     | 29-55 | 0     |

| Dato   | Kamp               | Res.  | Pause | Spillested |
| ------ | ------------------ | ----- | ----- | ---------- |
|        | Ungarn – Bulgarien | 29–11 |       |            |
| 29.11. | Bulgarien – Ungarn | 15–23 |       |            |

| Hold      | Kampe | Mål   | Point |
| --------- | ----- | ----- | ----- |
| Ungarn    | 2     | 52-26 | 4     |
| Bulgarien | 2     | 26-52 | 0     |

| Dato   | Kamp            | Res.  | Pause | Spillested |
| ------ | --------------- | ----- | ----- | ---------- |
| 16.11. | Norge – Belgien | 26–60 | 15-20 | Oslo       |
| 30.11. | Belgien – Norge | 06–35 | 01-14 | Mechelen   |

| Hold    | Kampe | Mål   | Point |
| ------- | ----- | ----- | ----- |
| Norge   | 2     | 61-12 | 4     |
| Belgien | 2     | 12-61 | 0     |

| Dato   | Kamp                  | Res.  | Pause | Spillested |
| ------ | --------------------- | ----- | ----- | ---------- |
| 15.11. | Jugoslavien – Spanien | 28–14 | 13-60 | Pančevo    |
| 29.11. | Spanien – Jugoslavien | 15–26 |       | Vigo       |

| Hold        | Kampe | Mål   | Point |
| ----------- | ----- | ----- | ----- |
| Jugoslavien | 2     | 51-29 | 4     |
| Spanien     | 2     | 29-51 | 0     |

| Dato   | Kamp            | Res.  | Pause | Spillested |
| ------ | --------------- | ----- | ----- | ---------- |
| 15.11. | Island – Østrig | 28–10 | 12-20 | Reykjavik  |
| 7.12.  | Østrig – Island | 21–20 | 11-80 | Wien       |

| Hold   | Kampe | Mål   | Point |
| ------ | ----- | ----- | ----- |
| Island | 2     | 48-31 | 2     |
| Østrig | 2     | 31-48 | 2     |

| Dato   | Kamp                   | Res.  | Pause | Spillested |
| ------ | ---------------------- | ----- | ----- | ---------- |
| 28.11. | Holland – Vesttyskland | 16–16 | 09-10 | Utrecht    |
| 30.11. | Vesttyskland – Holland | 22–10 |       | Münster    |

| Hold         | Kampe | Mål   | Point |
| ------------ | ----- | ----- | ----- |
| Vesttyskland | 2     | 38-26 | 3     |
| Holland      | 2     | 26-38 | 1     |

| Dato   | Kamp                 | Res.  | Pause | Spillested  |
| ------ | -------------------- | ----- | ----- | ----------- |
| 15.11. | Luxembourg – Schweiz | 09–22 |       | Differdange |
| 29.11. | Schweiz – Luxembourg | 11–10 |       | Möhlin      |

| Hold       | Kampe | Mål   | Point |
| ---------- | ----- | ----- | ----- |
| Schweiz    | 2     | 33-19 | 4     |
| Luxembourg | 2     | 19-33 | 0     |

| Dato   | Kamp         | Res.  | Pause | Spillested |
| ------ | ------------ | ----- | ----- | ---------- |
| 29.11. | DDR – Israel | 35–20 |       |            |

| Hold   | Kampe | Mål   | Point |
| ------ | ----- | ----- | ----- |
| DDR    | 1     | 35-02 | 2     |
| Israel | 1     | 02-35 | 0     |

### Panamerika
Den panamerikanske kvalifikation havde deltagelse af to hold, Canada og USA, som mødtes i et playoff-opgør, der blev afviklet over to kampe – ude og hjemme. Canada vandt det samlede opgør med 40-34 men blev efterfølgende diskvalificeret for brug af en ulovlig spiller. Derfor kvalificerede USA sig til VM-slutrunden.
| Dato   | Kamp         | Res.  | Pause | Spillested |
| ------ | ------------ | ----- | ----- | ---------- |
| 15.11. | USA – Canada | 17–21 |       | Livingston |
| 29.11. | Canada – USA | 19–17 |       | Toronto    |

| Hold   | Kampe           | Mål             | Point           |
| ------ | --------------- | --------------- | --------------- |
| USA    | Kvalificeret    | Kvalificeret    | Kvalificeret    |
| Canada | Diskvalificeret | Diskvalificeret | Diskvalificeret |